# Ultracrepidarianism

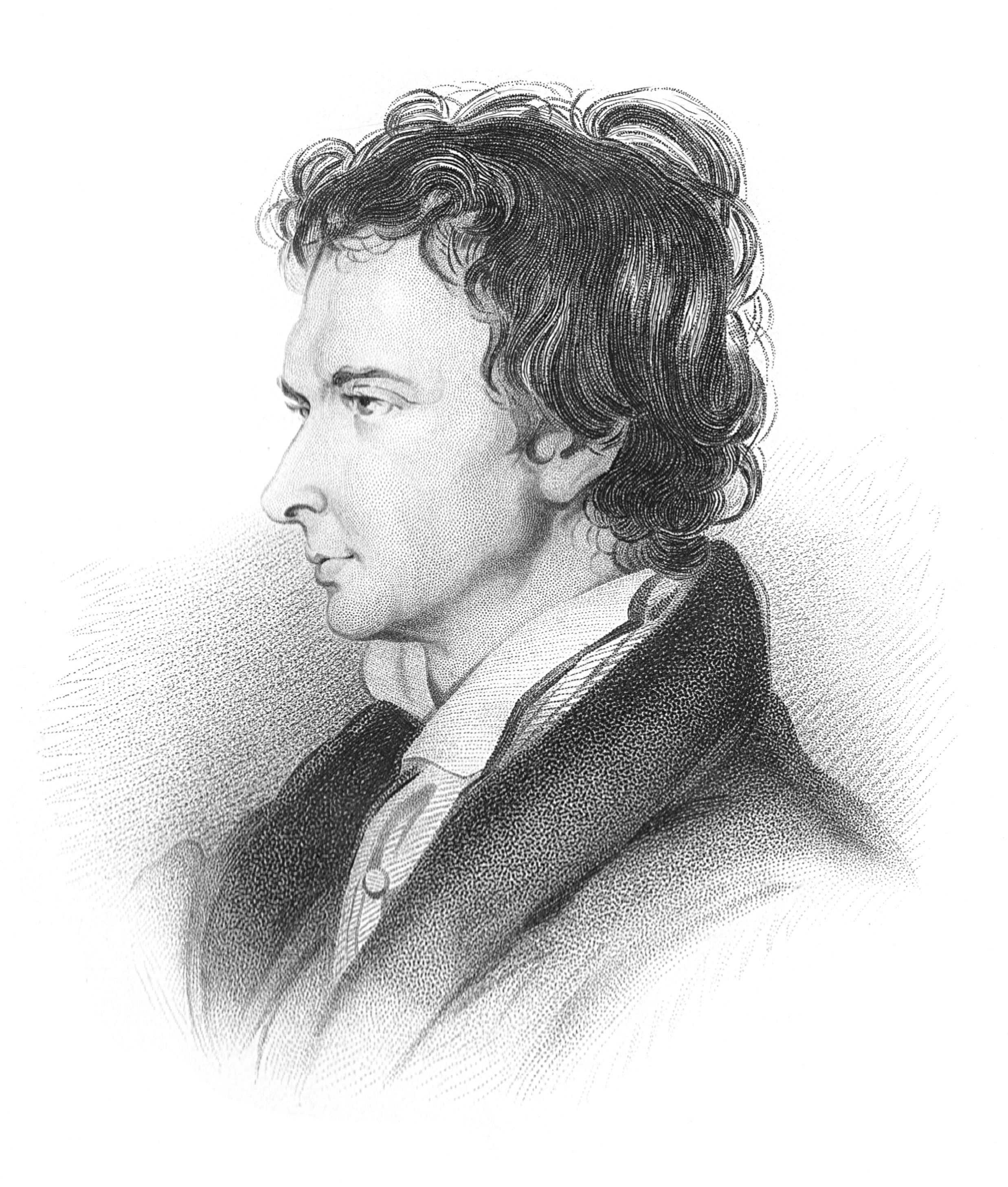
William Hazlitt, creatorul cuvântului „ultracrepidarian”

Ultracrepidarianismul este comportamentul unei persoane care are tendința să-și dea opinia asupra unor subiecte în care nu are competență credibilă sau demonstrată.

## Etimologie
Originea cuvântului este expresia latină ne sutor ultra crepidam, a cărei traducere literală este „cizmarule, nu mai sus de sandală”. Expresia provine dintr-o anecdotă relatată de Plinius cel Bătrân în Naturalis Historia: un cizmar, intrat în atelierul unui pictor pentru a-i da o comandă, admira lucrările pictorului, însă i-a semnalat o eroare în reprezentarea unei sandale. Pictorul a corectat-o. Dar când cizmarul a început să facă și alte critici, pictorul a spus „ne supra crepidam sutor iudicaret” (în română cizmarul să nu judece deasupra sandalei). 

## Definiție
În Marea Britanie denumirea de ultracrepidarianism este atestată pentru prima dată în 1819 într-un text al scriitorului William Hazlitt (1778–1830), referindu-se la criticul literar britanic William Gifford (1756–1826). Forma franceză ar fi apărut abia în 2014.
Ultracrepidarianismul constă în a se exprima în afara domeniului propriu de competență. Este un bias cognitiv⁠(d) care îi determină pe cei mai puțin calificați într-un domeniu să-și supraestimeze competența. Biasul a fost studiat la sfârșitul secolului al XX-lea de către psihologii americani David Dunning și Justin Kruger. Această tendință este cunoscută sub numele de „efectul Dunning-Kruger”.
Uneori ultracrepidarianismul poate să apară în urma apelării la autoritate. De exemplu sindromul Nobel⁠(d), un caz particular de ultracrepidarianism, constă în faptul că un câștigător al Premiului Nobel părăsește imprudent domeniul său de competență, hazardându-se să apere public teorii nefondate, sau chiar și chestiuni pseudoștiințifice.

## În perioada pandemiei 2019–2020
În perioada 2019–2020, interesul față de expresie s-a reînnoit odată cu apariția COVID-19, o boală inițial puțin cunoscută, dar comentată rapid și cu încredere de o serie de nespecialiști, generoși în opinii și ordonanțe. Fizicianul și filosoful de știință Étienne Klein au subliniat în mai multe scrieri și interviuri această tendință, firească, dar crescută în contextul crizei sănătății⁠(d), de a vorbi despre lucruri puțin cunoscute în loc de a-și recunoaște ignoranța în fața presei. Adesea aceste declarații începeau cu cuvintele: „Eu nu sunt medic, dar cred că …”.
În Belgia, „ultracrepidarianismul” a fost ales cuvântul anului 2021 într-un sondaj organizat de Le Soir și Radioteleviziunea Belgiană pentru Comunitatea Francofonă⁠(d)..

## În România
Este semnalată situația că ultracrepidarianismul este răspândit printre politicieni, care se exprimă în afara domeniului lor de competență și decid pe baza acestor afirmații.
De asemenea, este semnalat cazul în care televiziunile umplu timpul de emisie cu talk-show-uri în care invitații își dau cu părerea. Însă moderatorul are deja părerea formată, ca urmare nu sunt invitați experți, ci doar persoane care să confirme prejudecățile moderatorului, promovând astfel ultracrepidarianismul.